# Whirlpool-Author/Saison 2016
Dieser Artikel listet Erfolge und Fahrer des Radsportteams Whirlpool-Author in der Saison 2016 auf.

## Erfolge in der UCI Europe Tour
| Datum      | Rennen                               | Kat. | Sieger          |
| ---------- | ------------------------------------ | ---- | --------------- |
| 1. Mai     | Memoriał Andrzeja Trochanowskiego    | 1.2  | Alois Kaňkovský |
| 7. Mai     | 2. Etappe CCC Tour-Grody Piastowskie | 2.2  | Alois Kaňkovský |
| 18. Juni   | Memorial Grundmanna Wizowskiego      | 1.2  | Vojtech Hacecky |
| 20. August | Puchar Mon                           | 1.2  | Alois Kaňkovský |

## Abgänge – Zugänge
| Zugänge         | Team 2015            | Abgänge         | Team 2016                        |
| --------------- | -------------------- | --------------- | -------------------------------- |
| Bartosz Warchol | Cycling Academy Team | Pawel Cieslik   | Verva ActiveJet Pro Cycling Team |
| Vojtěch Hačecký | Team Dukla Praha     | Jiří Polnický   | Verva ActiveJet Pro Cycling Team |
| Michael Kukrle  |                      | David Dvorsky   | Unbekannt                        |
| Michal Brazda   |                      | Josef Hosek     | Unbekannt                        |
| Jiri Sorm       |                      | Tomas Kalojiros | AC Sparta Praha                  |

## Mannschaft
| Teamkader 2016                                             | Teamkader 2016     | Teamkader 2016 | Teamkader 2016          |
| Name                                                       | Geburtsdatum       | Land           | Vorheriges Team         |
| ---------------------------------------------------------- | ------------------ | -------------- | ----------------------- |
| Michal Brázda (1. Jan.–12. Nov.)                           | 26. September 1997 | Tschechien     |                         |
| Tomáš Bucháček                                             | 7. März 1978       | Tschechien     |                         |
| Pavel Camrda                                               | 24. September 1996 | Tschechien     |                         |
| Vojtěch Hačecký                                            | 29. März 1987      | Tschechien     | Team Dukla Praha (2015) |
| Martin Hunal                                               | 8. September 1989  | Tschechien     | AC Sparta Praha (2013)  |
| Alois Kaňkovský                                            | 19. Juli 1983      | Tschechien     | Team Dukla Praha (2014) |
| Jakub Kleveta                                              | 22. Oktober 1997   | Tschechien     |                         |
| Jan Kovář (1. Jan.–12. Nov.)                               | 6. Juni 1996       | Tschechien     |                         |
| Michael Kukrle                                             | 17. November 1994  | Tschechien     |                         |
| Jiří Šorm                                                  | 15. Mai 1997       | Tschechien     |                         |
| Bartosz Warchoł                                            | 16. Januar 1992    | Polen          | Cycling Academy (2015)  |
|                                                            |                    |                |                         |
| Quellen: ProCyclingStats Cycling Quotient Cycling Archives |                    |                |                         |